# Karel Hron
Karel Hron (* 23. Februar 1927 in Kostomlaty nad Labem; † 25. Dezember 2010 in Prag) war ein tschechischer Organist und Musikpädagoge.
Hron studierte Orgel am Prager Konservatorium bei Bedřich Janáček (1948–51) und an der Musikakademie bei Jiři Rheinberger (bis 1955). Er unterrichtete am Prager Konservatorium und war Organist der Karls-Universität. Bereits als Student gab Hron erfolgreich Orgelkonzerte. Später unternahm er als Kammermusikpartner namhafter tschechischer und internationaler Sänger und Instrumentalisten Konzertreisen durch Frankreich, Österreich, die BRD und die DDR, Spanien und Dänemark. Er trat beim Prager Frühling, dem Carinthischen Sommer in Ossiach und den Händel-Festspielen in Halle auf und gab Konzerte u. a. in Dresden, Wien, Salzburg, Chartres, Rouen, Paris und Bourges. Neben Rundfunkaufnahmen alter und zeitgenössischer Kompositionen tschechischer und namhafter internationales Komponisten spielte er mehrere Alben ein, darunter Les orgues historiques de Prague, Orgeln aus dem goldenen Prag und Trumpet & organ. Gelobt wurden sein Sinn für Klangfarben und klarer Stil, rhythmische Genauigkeit und ausdrucksvolles Spiel.